# Ramón Corona (Durango)
Ramón Corona es una localidad del estado mexicano de Durango. Es parte del municipio de Cuencamé.

## Toponimia
El nombre de la localidad rinde homenaje a Ramón Corona, militar partícipe de la Segunda intervención francesa en México en favor del bando republicano.

## Demografía
| Gráfica de evolución demográfica |
|                                  |

| Censo | Población |
| ----- | --------- |
| 1900  | 434       |
| 1910  | 141       |
| 1921  | 25        |
| 1930  | 100       |
| 1940  | 345       |
| 1950  | 2 023     |
| 1960  | 2 013     |
| 1970  | 2 227     |
| 1980  | 1 869     |
| 1990  | 2 083     |
| 2000  | 1 901     |
| 2010  | 1 870     |
| 2020  | 1 686     |